# سانژاروفکا
سانژاروفکا (انگلیسی: Sanzharovka) یک شهرک در شهرستان چیشمینسکی در استان باشقیرستان کشور روسیه است.